# Joseph Paxton
Joseph Paxton (Bedford, 3 de agosto de 1803 – Lewisham, 8 de junho de 1865) foi um arquiteto e botânico britânico, mais conhecido como o designer do famoso Palácio de Cristal, um enorme edifício de estilo vitoriano que foi erguido em Londres em 1851 para abrigar a primeira Exposição Universal.

## Biografia

### Chatsworth
Joseph Paxton nasceu em 3 de agosto de 1803 em Milton Bryant, Bedfordshire, o sétimo filho de uma modesta família de agricultores. Muitas fontes erroneamente apontam seu ano de nascimento como 1801, tomando como verdadeira a documentação que Paxton forneceu quando adolescente, possivelmente tendenciosa para facilitar a contratação em Chiswick Gardens, onde ele iria trabalhar em 1823.
Os jardins de Chiswick ficavam muito perto dos jardins de William Cavendish, 6º duque de Devonshire. O duque conheceu o jovem Joseph passeando em seus jardins e ficou imediatamente impressionado com seu talento e seu sincero entusiasmo pela jardinagem: foi sob essas influências que ele confiou a Paxton a prestigiosa posição de jardineiro-chefe dos jardins de Chatsworth, na época recém vinte anos, na época considerado um dos mais encantadores de toda a Inglaterra.
Paxton se dedicou à nova profissão com paixão e entusiasmo. Em muito pouco tempo fez amizade com todos os atendentes, conhecendo também sua futura esposa Sarah Bown (os dois iriam se casar em 1827), sem descuidar do trabalho, ao qual se dedicou com devoção apaixonada. Ficou muito interessado na disposição dos jardins e, sobretudo, na construção das estufas, a sua verdadeira marca. A partir de 1828, ele fez várias melhorias nas estufas de Chatsworth usando dispositivos técnicos de vanguarda e usando estruturas mistas de ferro-vidro entre os primeiros. Notável, neste sentido, foi a construção do Grande Conservatório ou Fogão, uma estufa colossal aquecida tão grande que a Rainha Vitória e o Príncipe Alberto, durante a visita, percorreram de carruagem: a estufa abrigava uma colônia de pássaros coloridos e diversas plantas subtropicais, como palmeiras, dracenas, hibiscos e buganvílias. Paxton, na verdade, também era um bom especialista em botânica e construiu estufas especiais para o cultivo de bananas Cavendish amarelas (o tipo mais comum de banana hoje) e uma espécie de lírio-d'água gigante chamado Victoria regia em homenagem à Rainha.

### Palácio de Cristal

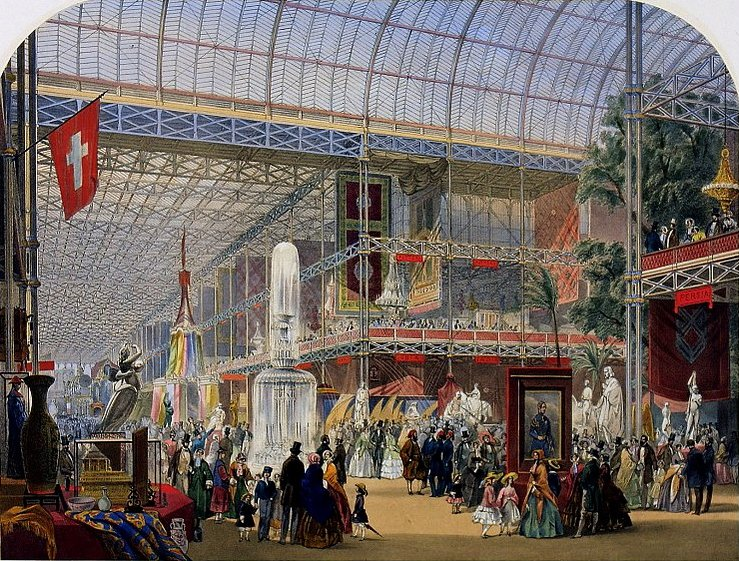
John Absalon, vista geral do Palácio de Cristal (1851), litografia

1851 foi um ano de grande efervescência para a Inglaterra, que se comprometeu a receber a Exposição Universal, a primeira daquelas revistas dedicadas às glórias da produção industrial, que partiu do Reino Unido. A comissão organizadora lançou imediatamente um concurso para a construção dos pavilhões de exposições do evento, a serem construídos num dos pulmões verdes da capital, o Hyde Park. Entre os 245 projetos apresentados, foi escolhido o de Paxton que, atento à experiência de Chatsworth, propôs a construção de uma estrutura faraônica em ferro e vidro, composta por uma nave central de quinhentos metros de comprimento com um transepto especialmente desenhado para não derrubar algumas árvores centenárias no parque. A extensão do edifício foi de 92 000 m2, nunca um edifício foi tão extenso em toda a história da arquitetura.
A construção desta gigantesca “catedral moderna”, impensável sem o recurso às tecnologias modernas, demorou apenas três meses e foi concluída em 1850, gerando um sucesso deslumbrante. O eco que recebeu o "Palácio de Cristal" — como foi imaginativamente batizado — foi de fato muito vasto, a tal ponto que até jornais conservadores como o Times expressaram julgamentos favoráveis sobre esta "ordem inteiramente nova de arquitetura que produz mais maravilhas e admiráveis efeitos com meios de habilidade técnica inatingível".

## Paxton e a 'arquitetura dos engenheiros'
Joseph Paxton foi, juntamente com Gustave Eiffel e Henri Labrouste, um dos mais sensíveis intérpretes da chamada "arquitetura de engenharia". Edifícios em conglomerados de ferro e plástico, de fato, já eram construídos em épocas anteriores: os romanos também usavam o concreto em monumentos destinados a se tornarem famosos (como o Panteão), e durante o século XVIII se construíam estufas, pontes, armazéns em ferro. No entanto, foi somente com a segunda revolução industrial, com o desenvolvimento das novas tecnologias do aço, que esses materiais passaram a ser utilizados de forma sistemática nas diversas arquiteturas do período.
A intuição de Paxton, portanto, não foi tanto a de usar ferro e vidro na construção civil. Muito mais pioneira foi a ideia de explorar o potencial oferecido pela pré-fabricação de artefatos. Ciente da experiência em Chatsworth, onde construiu várias estufas com componentes pré-fabricados em ferro fundido, ferro e vidro, Paxton para o Palácio de Cristal utilizou elementos pré-fabricados (segmentos de metal e painéis de vidro) produzidos em série e trazidos para o canteiro de obras prontos para serem montado. As vantagens desta nova estratégia construtiva foram muitas: desta forma, de facto, foi possível obter uma maior poupança de materiais e mão-de-obra, uma vez que a construção de um edifício se limitava à simples montagem de peças já produzidas na fábrica. Além disso, o material de construção também pode ser recuperado: basta pensar que o mesmo Palácio de Cristal, após o encerramento da Exposição, foi desmontado e remontado em Sydenham, nos subúrbios de Londres
Foi assim que Paxton conseguiu fazer arquitetura com os métodos da engenharia, colocando-se como o progenitor ideal do que mais tarde será batizado de "arquitetura dos engenheiros". Também importantes foram os resultados alcançados por Paxton do ponto de vista estético: o Palácio de Cristal, nas palavras do crítico de arte Giulio Carlo Argan, «enfatiza o desenvolvimento dimensional, libertando a geometria dos volumes do peso da massa; cria um volume transparente, eliminando a distinção entre o espaço interno e externo e dando forte prevalência ao vazio (as janelas) sobre o cheio (os delgados segmentos metálicos); obtém um brilho interno igual ao externo ».

## Lista de publicações selecionadas
- Paxton, Sir Joseph (1868) [1840]. A Pocket Botanical Dictionary, comprising the names, history, and culture of all plants known in Britain, with a full explanation of technical terms. By J. Paxton, assisted by Professor Lindley. Samuel Hereman (revisão) (Revista ed.). Revised ed. [S.l.: s.n.]